# 엔리케 마르티네스

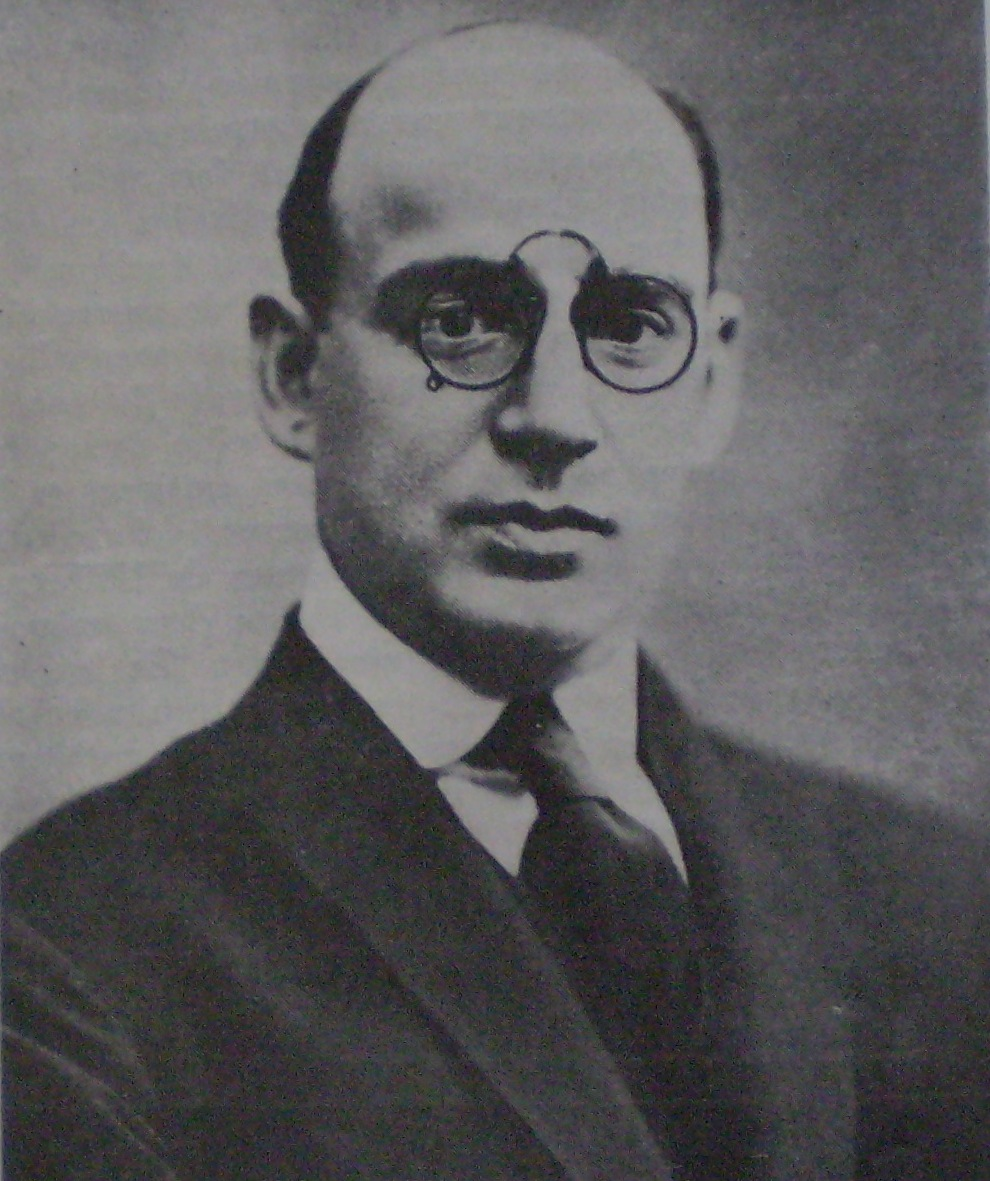
엔리케 마르티네스

엔리케 마르티네스(스페인어: Enrique Martínez, 1887년 7월 25일 ~ 1938년 12월 2일)는 아르헨티나의 변호사이자 정치인이며, 두 번째 이폴리토 이리고옌 정부에서 부통령을 지냈다.

## 생애
마르티네스는 코르도바에서 태어났으며, 군에 입대한 1900년까지 그곳에서 공부하였다. 이후 코르도바 국립대학교에서 법학을 공부하였으며, 1911년 자격증을 수여받았다.
마르티네스는 1917년 부통령이 된 엘리피디오 곤살레스의 공석을 메우기 위해 열린 아르헨티나 국민 회의 선거에 당선되었다. 1927년 12월 코르도바 주의 주지사가 되었으며, 1928년 5월 17일 부지사인 호세 안토니오 케바요스에게 직위를 넘겨주었다. 그 해 7월 22일 부통령으로 당선된 프란시스코 베이로가 사망하자, 대통령으로 당선된 이폴리토 이리고옌이 마르티네스에게 부통령을 맡을 의향이 있는지의 여부를 물었고, 마르티네스는 이를 수용하여 10월 12일 부통령에 취임하였다.
포퓰리스트인 이리고옌이 대통령에 당선된 뒤, 이에 반대하는 조직이 몇 번의 사건을 일으켰으며, 1930년 9월 5일 이리고옌은 건강상의 이유로 대통령 자리에서 물러났고, 마르티네스가 대통령 자리를 승계하는 것이 유력한 상황이 되었다. 하지만, 다음 날 이리고옌 정부를 전복시키기 위한 쿠데타가 발생하여 이리고옌과 마르티네스는 2년간 투옥되었다.
1934년 마르티네스는 부에노스아이레스로 자리를 옮겼으며, 정치 생활에서 은퇴하였다. 1938년 말을 타고 있던 도중 사고를 당했으며, 51세의 나이로 세상을 떠났다.

## 참고 문헌
- Historical Dictionary of Argentina. London: Scarecrow Press, 1978.

| 전임 프란시스코 베이로 | 제14대 아르헨티나의 부통령 1928년 10월 12일 ~ 1930년 9월 6일 | 후임 엔리케 산타마리나 |